# ウインドブレーカーシャツ
ウインドブレーカーシャツはナイロン製またはポリエステル製のなめらかな生地でできている長袖のトレーニングシャツで、裏地がついているもの。
ウインドブレーカーを日本流に解釈したことから派生した和製英語で、日本でもミズノ製品以外ではあまり用いられない。本来ウィンドブレイカー(en:windbreaker)は上着であり、「シャツ」と付けることはない。

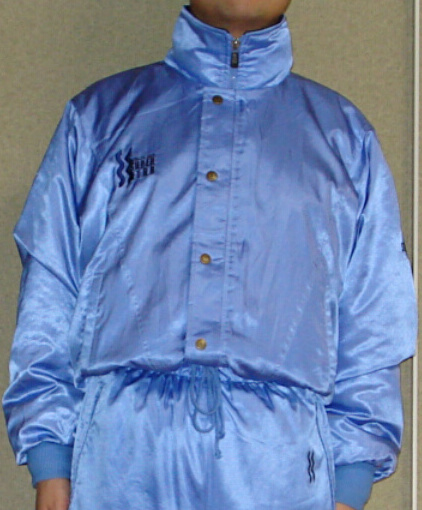
ウインドブレーカーシャツ

パンツとセットになっているものが多く、通常はトレーニングシャツ（ジャージ）やトレーナーなどの長袖シャツの上に着る。主に陸上やサッカーなど屋外系のスポーツ競技の選手が競技時以外にユニフォームの上に着用したり、中学校、高等学校、大学の屋外系の部活動などで着用する。防寒用のジャンパーとして用いられることもある。
トレーニングシャツ（ジャージ）とほぼ同じ形で、フード付のものも多い。袖口は絞ってあり、裾は絞ってあるものと絞っていないものがある。襟の高さはトレーニングシャツ（ジャージ）よりも高くなっている。背中に通気孔がついているものもある。
前開き型でチャックをかける。チャックを上までかけるとタートルネック状になり顎の下あたりまでくる。中にはチャックの上にフラップ（チャックカバー）が付いているものがあり1枚のみのものと左右2枚重ねのものがある。フラップは襟の付け根までのものと襟の先端までチャックを完全に覆う形のものがあり、チャックをかけた上からスナップをとめる。
フードは絞り紐があり襟の中に収納できるようになっている。そのため、襟にチャック又はボタンがついている。